# Thiên hoàng Fushimi
Thiên hoàng Fushimi (伏見 Fushimi-tennō ?, 10 tháng 5 năm 1265 - 08 tháng 10 năm 1317) là Thiên hoàng thứ 92 của Nhật Bản theo danh sách kế thừa truyền thống. Triều đại của ông kéo dài từ năm 1287 đến năm 1298.

## Tên
Trước khi lên ngôi, ông có tên cá nhân của mình (imina) là Hirohito -shinnō (熈仁親王 ?). Ông là con trai thứ hai của Thiên hoàng Go-Fukakusa, thuộc nhà Jimyōin-tō.
Mặc dù về mặt chữ Hán, các tên húy (imina) của Thiên hoàng là khác nhau nhưng thực chất nó là một. Có hai Thiên hoàng Nhật Bản mang tên Hirohoto:
- Thiên hoàng Fushimi, trước đây là Hoàng tử Hirohito (熈 仁)
- Thiên hoàng Shōwa, còn được gọi là Hirohito.

Ông được phong làm Thái tử khi ông chú là Thiên hoàng Go-Uda còn đang trị vì.

## Lên ngôi Thiên hoàng
Tháng 11/1287, Go-Uda bị anh trai là Thượng hoàng Go-Fukakusa phế truất, đưa con trai là thân vương Hirohito mới 22 tuổi lên ngôi, hiệu là Thiên hoàng Fushimi. Ông cải niên hiệu của ông chú Go-Uda thành niên hiệu Kōan (Công Án, 1287–1288).
Triều đại của ông chứng kiến các cuộc xung đột liên miên giữa hai nhà Daikakuji -tō và Jimyōin-tō nhằm tranh giành quyền kế vị ngôi vua Nhật Bản. Thiên hoàng không còn quyền lực gì, mọi quyền thực tế của Nhật Bản đều bị Mạc phủ họ Hōjō khống chế. Dưới thời Mạc phủ họ Hōjō, tình trạng tư hữu ruộng đất diễn ra mạnh mẽ. Một cuộc điều tra vào năm 1280 do shikken họ Hōjō là Hōjō Tokimune (1268-1284) chỉ đạo cho thấy; ở tỉnh Osumi có 750/9.000 mẫu là đất công; tỉnh Hitachi có 27.000/120.000 mẫu là đất công và tương tự, tỉnh Tamba chỉ có 600/4.800 mẫu ruộng là còn thu được thuế.
Năm 1289, Thiên hoàng phong con trai cả là Tanehito làm Thái tử kế vị, bất chấp sự phản đối của nhà Daikakuji -tō về quyền thừa kế ngôi vị. Nhưng tới năm 1290, nhà Asawara Tameyori thuộc phe Daikakuji -tō tìm cách ám sát Thiên hoàng Fushimi, nhưng bất thành.
Cuối thời Thiên hoàng Fushimi, lục đục nội bộ làm triều đình ngày càng suy yếu nhưng lại là thời cơ để thế lực của Mạc phủ họ Hōjō lại tăng lên đáng kể và ngày càng lấn át quyền lực của Thiên hoàng.
Tháng 8/1298, Thiên hoàng Fushimi thoái vị, nhường ngôi cho con cả là Thái tử Tanehito. Thái tử sẽ lên ngôi, hiệu là Thiên hoàng Go-Fushimi.

## Thoái vị
Sau khi rời ngôi, ông trở thành Thượng hoàng và nắm quyền lực của triều đình cũng như của tân vương. Năm 1308, Thượng hoàng thuyết phục được Mạc phủ đưa con trai thứ của mình lên ngôi thay cho Thiên hoàng Go-Nijō vừa băng hà, lấy hiệu là Thiên hoàng Hanazono.
Năm 1313, Thượng hoàng xuống tóc đi tu và chuyển giao quyền lực của Thượng hoàng cho con trai là Thượng hoàng Go-Fushimi.
Năm 1317, Thượng hoàng Fushimi qua đời, nhưng con trai thứ là Thiên hoàng Hanazono lại không chịu để tang cha. Đây là điều chưa từng xảy ra, vì Hanazono lấy lý do là ông ta không phải là con của Fushimi. Ông ta nói chỉ lên ngôi với danh nghĩa là con trai của "anh trai" là Thiên hoàng Go-Fushimi.
Ông có 4 hoàng hậu với 6 người con, trong đó có hai người sẽ lên ngôi là thân vương Tanehito (胤仁親王) (con cả, tức Thiên hoàng Go-Fushimi) và con trai út, tức Thiên hoàng Hanazono.

### Kugyō
- Quan bạch: Nijō Morotada, 1287–1289
- Quan bạch: Konoe Iemoto, 1289–1291
- Quan bạch: Kujō Tadanori, 1291–1293
- Quan bạch: Konoe Iemoto, 1293–1296
- Quan bạch: Takatsukasa Kanetada, 1296–1298
- Sadaijin
- Udaijin
- Nội đại thần
- Dainagon

### Niên hiệu
- Kōan (1278–1288)
- Shōō (1288–1293)
- Einin (1293–1299)